# Aleksander Akimov
Aleksander Fjodorovič Akimov, sovjetski inženir, * 6. maj 1953 Novosibirsk, Ruska SFSR, Sovjetska zveza † 11. maj 1986 Moskva, Ruska SFSR, Sovjetska zveza.                              
Akimov je bil vodja izmene v času Černobilske nesreče 26. aprila 1986 pri izvajanju varnostnega preizkusa v reaktorju 4 jedrske elektrarne v Černobilu.

## Biografija

### Zgodnje življenje
Aleksander Akimov se je rodil 6. maja 1953 v Novosibirsku, Ruska SFSR, v takratni Sovjetski zvezi. Leta 1976 je opravil diplomo na Moskovskem inštitutu za elektrotehniko, z diplomo strokovnjaka za inženirstvo in avtomatizacijo toplotnih in energetskih procesov.
Akimov je bil poročen z Ljubavo Akimov, s katero je imel dva sinova, Alekseja in Konstantina.

### Černobil
Akimov je svojo kariero začel v jedrski elektrarni v Černobilu, kjer se je zaposlil septembra 1979. V svojih prvih letih delanja v elektrarni je bil na položaju višjega inženirja upravljanja turbin in nadzornika izmene v turbinski dvorani. 10. julija 1984 je bil Akimov imenovan za nadzornika izmene v reaktorju 4.
Ponoči 26. aprila 1986 je Akimov dežural kot nadzornik izmene v kontrolni sobi rekatorja 4. Raven moči reaktorja je bila znižana, s čimer se je pripravil na izvajanje načrtovanega varnostnega testa. Akimov skupaj z Leonidom Toptunom ni hotel opraviti testa zaradi njegovega nizkega in nestabilnega stanja, saj je vedel, da izvajanje testa ni varno in je hotel zato izklopiti reaktor, vendar ga je namestnik glavnega inženirja Anatolij Djatlov preglasil, ki je bil prepričan, da je izvajanje testa varno. Vendar je bilo zmanjšanje moči prenaglo, zaradi česar je bil reaktor v »slabem« stanju (nastanek 135Xe,  močan nevtronski absorber) in reaktor ustavil. Dviganje moči po tej točki je reaktor postavilo v potencialno nevarno stanje, česar upravljavci niso vedeli. Turbina je bila izključena. Preskus je bil končan, a takrat se je ugotovilo, da se moč v reaktorju nenehno povečuje, zato je Akimov za izklop reaktorja ob 1:23:40 pritisnil gumb AZ-5 ( »scram«). Kontrolne palice so imele grafitne moderatorje za pospešitev reakcije, drugi del palic pa je bil iz bora za zmanjšanje reakcije. Ko so palice vstavljali, so grafitni konici krmilnih palic pospešili reakcijo in ustvarili nevtronski tok na dnu jedra. Zaradi nadaljnjega povečanja moči je reaktor eksplodiral. Komunikacijska omrežja so nenadoma preplavili klici in informacije. Akimov je slišal poročila o velikih poškodbah reaktorja, vendar jim ni verjel in je posledično ure in ure kasneje prenašal lažne podatke o stanju reaktorja.
Akimov je nekaj minut po eksploziji poklical gasilsko enoto iz Pripjata ter zatem o nesreči obvestil nadzornika menjave postaje Borisa Rogozhkina, ta pa je po opisu delovnega mesta takoj obvestil Moskvo in Kijev. Akimov je nato s svojo ekipo delal v elektrarni v porušenemu reaktorju potem, ko je izvedel obseg nesreče. V izpostavljeno jedro reaktorja je poskušali črpati vodo do 8:00 ure zjutraj 26. aprila. Neznan inženir, ki ga Akimov ni poznal, je povedal, da je bil Akimov med delom izpostavljen smrtonosni dozi 15 Gy sevanja. Bil je hospitaliziran in odpeljan v posebno bolnišnico v Moskvi, kjer se je skupaj z drugimi inženirji iz elektrarne zdravil. Medtem, ko je ležal na svoji postelji v bolnišnici, je Akimov v zadnjih dnevih svojega življenja večkrat dejal:  »Vse sem naredil pravilno. Res ne razumem zakaj se je to zgodilo.« Akimov je nato 11. maja 1986 podlegel sindromu akutnega sevanja in umrl v starosti 33 let. Pokopan je na mednarodnem pokopališču v Moskvi.

## Nagrade in v popularni kulturi
Leta 2008 je Viktor Juščenko, takratni predsednik Ukrajine, Akimova posmrtno odlikoval z Ordenom za pogum 3. stopnje.
V televizijski seriji Zero Hour leta 2004 ga je upodobil igralec Aleksander Khoroshko, Alex Lowe v produkciji BBC 2006 Surviving Disaster: Černobilska jedrska nesreča in Sam Troughton v HBO miniseriji Černobil iz leta 2019.